# Lạm quyền điều tiết
Trong chính trị, lạm quyền điều tiết (cũng là điều tiết cơ quan và chủ nghĩa bảo trợ) là một hình thức tham nhũng quyền lực xảy ra khi một thực thể chính trị, nhà hoạch định chính sách hoặc cơ quan quản lý được đồng chọn để phục vụ lợi ích thương mại, tư tưởng hoặc chính trị của một khu vực bầu cử nhỏ, chẳng hạn như một khu vực địa lý, ngành công nghiệp, nghề nghiệp hoặc nhóm hệ tư tưởng cụ thể.
Khi việc lạm quyền điều tiết xảy ra, một lợi ích đặc biệt được ưu tiên hơn lợi ích chung của cộng đồng, dẫn đến tổn thất ròng cho xã hội. Lý thuyết về chủ nghĩa bảo trợ có liên quan đến lý thuyết trục lợi  và thất bại chính trị; chủ nghĩa bảo trợ "xảy ra khi hầu hết hoặc tất cả các lợi ích của một chương trình thuộc về một số lợi ích nhỏ (ví dụ: ngành, nghề nghiệp hoặc địa phương) nhưng hầu hết hoặc tất cả các chi phí sẽ do một số lượng lớn người chịu (ví dụ: tất cả người đóng thuế)".